# Onthophagus palamoui
Onthophagus palamoui es una especie de insecto del género Onthophagus, familia Scarabaeidae, orden Coleoptera.

Fue descrita científicamente por Biswas & Chatterjee en 1986.